# Schecter
Die Schecter Guitar Research ist ein US-amerikanischer E-Gitarren- und E-Bass-Hersteller mit Sitz in Burbank (Kalifornien).

## Geschichte
Das Unternehmen wurde 1976 von David Schecter in Van Nuys gegründet. Es fertigte ursprünglich Ersatzteile für Gitarren. Ende der 1970er Jahre wurde Schecter bekannt für hochqualitative Alternativen zu den Gitarrenmodellen Stratocaster und Telecaster der Marke Fender.
Mitte der 1980er Jahre wurde der Hersteller an chinesische Investoren verkauft und man brachte 1989 eigene Gitarrenmodelle auf den Markt. Später folgten E-Bässe sowie Verstärker. Die Instrumente werden vorrangig im Metal und Hardrock verwendet, finden aber auch im Jazz- und Blues-Bereich Anwendung. Der Vertrieb erfolgt über externe Handelspartner in den USA und Europa. 2006 wurde der erste europäische Showroom in Hannover eröffnet.
Schecter hat auch „Signature“-Serien im Sortiment, also Gitarrenmodelle, auf deren Design und technische Ausstattung bekannte Musiker Einfluss hatten, so die von der US-amerikanischen Metal-Band Avenged Sevenfold inspirierte Avenged Sevenfold Custom Series (Gitarristen Zacky Vengeance und Synyster Gates).
Bekannte Musiker, die Gitarren oder Bässe von Schecter spielen, sind Robert Smith von The Cure, Mark Knopfler von Dire Straits, Sami Yli-Sirniö von Waltari, Jerry Horton von Papa Roach, Shaun Morgan von Seether und Machine Gun Kelly.